# USS Raleigh (1776)
USS Raleigh – fregata żaglowa, jedna z trzynastu pierwszych statków autoryzowanych w roku 1775 przez Kongres Kontynentalny do użytku Marynarki Wojennej Stanów Zjednoczonych. Po przejęciu jej przez wojska brytyjskie w roku 1778 służyła jako HMS "Raleigh" w Royal Navy.

## Jako USS Raleigh
Zbudowana przez Jamesa Hacketta, Hilla i Paula w Portsmouth pod nadzorem Thomasa Thompsona, została zatwierdzona przez Kongres 13 grudnia 1775; kil zamontowano 21 marca 1776; a wodowano 21 maja 1776.
Wyposażona w galion przedstawiający Sir Waltera Raleigha wyruszyła na morze pod dowództwem kapitana Thomasa Thompsona 12 sierpnia 1777. Wkrótce połączyła się z fregatą "Alfred" i razem skierowali się w kierunku Francji. Trzy dni później natrafili na szkuner wiozący sfałszowane pieniądze z Massachusetts. Spaliwszy szkuner wraz z towarem, z wyjątkiem próbek, fregaty kontynuowały swoją transatlantycką trasę. 2 września przechwycili brytyjski bryg, "Nancy", i dowiedzieli się, że był on w tylnej eskorcie konwoju. Amerykanie wyruszyli w pogoń za brytyjskimi statkami i zbliżyli się do konwoju 4 września 1777.
Korzystając z przechwyconych sygnałów udało się rozdzielić konwój i przeprowadzić bitwę z okrętem HMS "Druid". "Raileigh" uszkodziła go, ale zbliżająca się eskorta konwoju zmusiła ją do odwrotu.
29 grudnia, "Raleigh" i "Alfred" zaopatrzywszy się w amunicję wyruszyły z L'Orient we Francji i obrali kurs wzdłuż wybrzeży Afryki. Schwytali brytyjski statek płynący z Senegalu udali się Oceanem Atlantyckim do Indii Zachodnich. 9 marca 1778 w pobliżu Małych Antyli, "Alfred", oddalony nieco od "Raleigh" został schwytany przez brytyjskie statki HMS "Ariadne" i HMS "Ceres". "Raleigh", nie będąc w stanie dołączyć do "Alfreda" na tyle szybko by mu pomóc, płynęła dalej na północ i wróciła do Nowej Anglii w kwietniu 1778.
Oskarżony o tchórzostwo i niewypełnienie obowiązków za to, że nie pomógł "Alfredowi", kapitan Thompson został zawieszony wkrótce po przybyciu do portu. 30 maja 1778 wyznaczono na jego stanowisko Johna Barry'ego.
Barry przybył do Bostonu objąć komendę "Raleigh" 24 czerwca, gdzie okazało się, że statek jest bez załogi i zapasów. Na domiar złego spotkał się z brakiem wsparcia ze strony odpowiedzialnych za statki urzędników, lecz pomimo ich złej woli zaciągnął załogę i dopilnował aprowizacji.
25 września "Raleigh" wypłynął do Portsmouth w konwoju z brygiem i slupem. Sześć godzin później dostrzegli dwa dziwne żagle. Po sprawdzeniu, że są to Brytyjczycy, dwa statki przewozowe zostały skierowane do portu a "Raileigh" odciągnęła przeciwnika. Do końca tego dnia i przez następny wrogie statki HMS "Unicorn" i HMS "Experiment" ścigały "Raleigh". Późnym popołudniem dwudziestego siódmego statek brytyjski zbliżył się. Rozpętała się siedmiogodzinna bitwa, przeważnie w zwarciu. Około północy odsunął się, a Barry przygotowywał się do przeprawienia statku pomiędzy wyspami Zatoki Penobscot.
Jednak wróg znowu naparł. Gdy "Raleigh" otworzył ogień, Barry skierował łódź w kierunku lądu. "Raleigh" wkrótce osiadła przy wyspie Wooden Ball. Brytyjczycy odsunęli się choć nie zaprzestali walki, a potem zakotwiczyli. Barry nakazał załodze spalenie "Raleigh" i zejście na ląd by kontynuować walkę.
Duża grupa, razem z Barrym, przedostała się na brzeg. Jedna łódź miała wrócić do "Raleigh" by zabrać resztę załogi i podłożyć ogień, jednak Brytyjczycy ponownie ostrzelali statek. Bitwa zakończyła się. Wszystkie trzy statki były uszkodzone szczególnie "Unicorn". Kilku członków załogi "Raleigh" zostało schwytanych na wyspie ale reszta, w tym Barry, dotarła z powrotem do Bostonu, przybywając 7 października

## Jako HMS Raleigh
Brytyjczycy przyholowali "Raleigh" dwudziestego ósmego i po naprawach dołączyli ją do Royal Navy jako HMS "Raleigh". Walczyła ona podczas wojny o niepodległość i brała udział w zdobyciu Charleston. Zakończyła służbę w maju 1780 i została sprzedana w czerwcu 1783.
Wizerunek "Raleigh" pojawia się na pieczęci stanowej stanu New Hampshire.